# 中野渡詔子
中野渡 詔子 （なかのわたり のりこ、1970年12月11日 - ）は、日本の政治家。元衆議院議員（1期）。

## 略歴
青森県十和田市に生まれる。1986年、十和田市立三本木中学校を卒業。1989年、青森県立三本木高等学校を卒業。1993年、筑波大学第二学群生物学類を卒業。1995年、筑波大学大学院医科学研究科修士課程を修了。1996年、株式会社コンピューターサポート入社。
2007年に小沢一郎政治塾に7期生として入塾し、党青森県総支部連合会副代表を経た後青森2区総支部代表に就任した。
2009年8月30日の第45回衆議院議員総選挙に出馬。自由民主党の江渡聡徳に22,320票差で敗れたが、比例東北ブロックで復活し、初当選した。
2012年の消費増税をめぐる政局では、6月26日の衆議院本会議で行われた消費増税法案の採決で、党の賛成方針に反して反対票を投じた。7月2日には山岡賢次らを介して離党届が提出された。民主党は7月3日の常任幹事会で離党届を受理せず除籍処分とする方針を決定し、7月9日の常任幹事会で正式決定した。
同年7月11日、国民の生活が第一の結党に参加した。その後、日本未来の党に入党した。同年12月16日の第46回衆議院議員総選挙で再選を目指すも再び江渡聡徳に敗れ、比例復活も叶わず落選した。
2014年11月に維新の党が翌月の第47回衆議院議員総選挙に向けて発表した第一次公認候補者名簿に登載された（選挙区は従来と同じ青森2区）。同年12月14日の第47回衆議院議員総選挙で国政復帰を目指すも再び江渡聡徳に敗れ、比例復活も叶わず落選した。
2015年4月の青森県議会議員選挙に十和田市選挙区から無所属で立候補したが、落選した。

## 政策
- 大間原子力発電所の建設に推進の立場をとり、当時所属していた日本未来の党が2022年の原発ゼロを公約に掲げていることに対しては「代替エネルギー提示が前提。安易な廃止論には進まない」と述べていた[16]。
- 選択的夫婦別姓制度導入にどちらかというと賛成[17]。